# Dannyho parťáci 3
Dannyho parťáci 3 (v anglickém originále Ocean's Thirteen) je americká filmová komedie z roku 2007. Režisérem filmu je Steven Soderbergh. Hlavní role ve filmu ztvárnili George Clooney, Brad Pitt, Matt Damon, Bernie Mac a Elliott Gould. Jedná se o druhé pokračování filmu Dannyho parťáci.

## Obsazení
| George Clooney | Danny Ocean                     |
| Brad Pitt      | Rusty Ryan                      |
| Matt Damon     | Linus Caldwell/Lenny Pepperidge |
| Bernie Mac     | Frank Catton                    |
| Elliott Gould  | Reuben Tishkoff                 |
| Casey Affleck  | Virgil Malloy                   |
| Scott Caan     | Turk Malloy                     |
| Eddie Jemison  | Livingston Dell                 |
| Don Cheadle    | Basher Tarr/Fender Roads        |
| Shaobo Qin     | Yen/Mr. Weng                    |
| Carl Reiner    | Saul Bloom/Kensington Chubb     |
| Andy García    | Terry Benedict                  |
| Eddie Izzard   | Roman Nagel                     |
| Al Pacino      | Willy Bank                      |
| Ellen Barkin   | Abigail Sponder                 |
| Vincent Cassel | Francois Toulour                |
| Oprah Winfrey  | sebe                            |